# Меттью Юрман
Меттью Юрман (англ. Matthew Jurman, нар. 9 грудня 1989, Вуллонгонг) — австралійський футболіст, захисник клубу «Ньюкасл Юнайтед Джетс».
Виступав, зокрема, за клуби «Брисбен Роар» та «Сідней», а також національну збірну Австралії.

## Клубна кар'єра
Починав займатися футболом в чотири роки в рідному місті Вуллонгонг, в академії клубу «Вуллонгонг Вулвз». У 2006 році закінчив школу Westfields Sports High School. Пізніше виступав за клуб «Парраматта ФК», з 2007 року проходить навчання в Австралійському інституті спорту, а потім виступав за «Сідней Олімпік».
З 2007 року був у команді «Сідней». Меттью дебютував у дорослому футболі 9 вересня 2007 року, вийшовши на заміну в матчі А-Ліги проти «Перт Глорі». Всього за період 2008 по 2011 роки провів за клуб 22 матчі у чемпіонаті і кілька матчів у Лізі чемпіонів. Також забив перший свій гол у матчі Лізі чемпіонів АФК 2011 року проти «Касіма Антлерс». У сезоні 2010/11 стався інцидент після забитого переможного голу Юхо Мякеля матчі з «Голд-Кост Юнайтед» на Юрмана впала огорожа. Було побоювання, що він зламав ногу, однак післяматчеве обстеження виявило лише кілька ударів.
10 лютого 2011 року Меттью підписав дворічний контракт з клубом «Брисбен Роар», де став виступати під керівництвом Анге Постекоглу, з яким знайомий з часів виступу в молодіжній збірній Австралії. Дебютував за клуб 8 жовтня 2011 року проти «Сентрал Кост Марінерс». У кінці сезону 2012/13 клуб розірвав контракт з Юрманом.
2 травня 2013 року оголошено що Меттью повертається в «Сідней», підписавши контракт на один рік. Перший свій матч в сезоні 2013/14 провів проти клубу «Мельбурн Сіті», вийшовши на заміну замість Бретта Емертона. Свій перший гол у А-Лізі забив 8 березня 2014 року в матчі Сіднейського дербі проти «Вестерн Сідней Вондерерз».
3 січня 2017 року на правах вільного агента підписав контракт з південнокорейським клубом «Сувон». Станом на 30 травня 2018 року відіграв за сувонську команду 29 матчів в національному чемпіонаті.

## Виступи за збірні
Протягом 2007—2012 років залучався до складу молодіжної збірної Австралії і ставав переможцем юнацького чемпіонату Азії у 2008 році. Всього на молодіжному рівні зіграв у 32 офіційних матчах.
5 жовтня 2017 року дебютував в офіційних матчах у складі національної збірної Австралії в грі відбору на чемпіонат світу 2018 року проти Сирії (1:1).
У складі збірної був учасником чемпіонату світу 2018 року у Росії.

## Досягнення
- Чемпіон А-Ліги: 2009-10, 2012-13

Збірні
- Переможець Юнацького чемпіонату АФФ (U-19): 2008